# Reiningue
Reiningue je občina v departmaju Haut-Rhin francoske regije Alzacija.
Leta 1990 je v občini živelo 1 683 oseb oz. 91 oseb/km².